# Eva Elfie
Yulia Sergeevna Romanova (em russo:  Ю́лия Серге́евна Рома́нова; Omsk, 27 de maio de 1997), conhecida profissionalmente como Eva Elfie, é uma atriz pornográfica, modelo erótica e YouTuber russa. Ela é a vencedora do AVN Awards na categoria Melhor Estrela Estrangeira Emergente em 2021.

## Carreira
Depois de terminar o ensino médio, ela conheceu seu futuro parceiro de filmagem Artyom, mais tarde conhecido pelo pseudônimo de Adam Ocelot e com quem se casou em dezembro de 2019. Em agosto de 2018, junto com Adam, mudou-se para Moscou, onde ingressou na Faculdade de Jornalismo. Tentou vários empregos, inclusive gerente e garçonete, e antes de sair fez um estágio como correspondente do canal de televisão de Omsk.
As primeiras fotografias como modelo erótica ocorreram no outono de 2018 na Crimeia. Logo ela aceitou uma oferta para filmar uma cena de masturbação. Poucos meses depois, ela concordou com cenas de sexo tradicional e lésbico, para as quais foi para a República Tcheca. Depois de retornar a Moscou, ela decidiu filmar pornografia amadora e em fevereiro de 2019 criou um canal no Pornhub. Seu primeiro vídeo enviado ganhou grande popularidade e em fevereiro de 2020 teve mais de 53 milhões de visualizações. No início de novembro de 2020, Eva ocupava o quarto lugar na classificação do Pornhub, tornando-se assim uma das atrizes mais populares deste site.
Tem filmado para os estúdios e sites Amour Angels, Babes, Brazzers, MetArt, Nubiles, Reality Kings, TeamSkeet, WowGirls e outros.
No final de outubro de 2020, ganhou seu primeiro prêmio – o Prêmio XBIZ Europa na categoria "Artista Feminina de Clipe do Ano". No final de janeiro de 2021, Eva ganhou o segundo prêmio da indústria pornográfica – AVN Awards na categoria principal "Melhor Estrela Estrangeira Emergente". Em janeiro de 2022, com base nos resultados da votação, ela ganhou o AVN Awards na categoria "Estrela de Vídeo Indie Favorita". Em janeiro de 2023, recebeu o Prêmio XBIZ na categoria "Artista do Ano - Videoclipes".
De acordo com o Internet Adult Film Database, em janeiro de 2023, ela estrelou 100 cenas e filmes. Desde fevereiro de 2020, ele dirige um canal no YouTube onde fala sobre a indústria do sexo.
Ela morou em Moscou por algum tempo. Em março de 2022, ela deixou a Rússia e atualmente mora na Califórnia.
Em 2023, foi lançado um documentário dirigido por Evgeny Milykh, "Артём и Ева", dedicado a Eva Elfie.

## Prêmios
- 2020 XBIZ Europa Award – Female Clip Artist of the Year
- 2021 AVN Award – Best New Foreign Starlet
- 2022 AVN Award – Favorite Indie Clip Star
- 2022 Pornhub Award – Most Popular Female Performer by Women
- 2022 Pornhub Award – Nicest Pussy
- 2023 XBIZ Award – Clip Artist of the Year
- 2023 Pornhub Award – Most Popular Female Performer by Women
- 2024 AVN Award – Best International All-Girl Sex Scene (com Little Caprice) – Dollhouse 2

## Fora da pornografia
Em 2020, Elfie apareceu como uma personagem jogável no simulador de namoro Booty Calls da Nutaku. Em 2021, ela apresentou o uniforme de futebol do clube italiano Venezia, que chegou à Série A pela primeira vez em 19 anos.
Elfie está engajada na comunidade de esports. Ela planejou contribuir com fundos de sua conta OnlyFans para o prêmio do torneio Dota 2 TI12, embora os vencedores (Team Spirit) a tenham recusado. Ela também apareceu em uma campanha publicitária ao lado da equipe de Counter-Strike 2 da Aurora Gaming.